# Un giorno in pretura (film)
Un giorno in pretura è un film commedia del 1953, diretto da Steno.
Le varie vicende narrano la giornata tipo all'interno di una pretura e trovano il loro filo conduttore nel vero protagonista, il pretore Salomone Lo Russo, interpretato da Peppino De Filippo.
L'avvocato Giulio Terenzi, offeso dal personaggio negativo suo omonimo nel film, presentò querela contro la Casa produttrice Documento Film e ottene un risarcimento di mezzo milione.

## Trama
Nella seconda sezione della pretura romana, davanti al giudice Salomone Lo Russo, si presentano gli imputati di diversi, piccoli reati. Lo Russo è ben conosciuto nell'ambiente soprattutto per la sua durezza e per la rigidità nell'applicazione del codice penale, ma finisce, poco alla volta, per lasciarsi conquistare dalla dimensione umana dei casi a lui sottoposti. E in particolar modo nel giudicare l'ultimo caso, quello dell'imputata Luisa Ceccarelli, sua vecchia conoscenza, che il pretore decide di assolvere, non applicando il codice "alla lettera", ma giudicando con la propria coscienza. Arrivato a queste conclusioni dopo 20 anni di onorato e puntuale servizio, Lo Russo si "confessa" con il suo maestro: un busto in marmo di Marco Tullio Cicerone. Una "confessione" che rappresenta al contempo la voce morale della giustizia cosiddetta "minore", quella cioè chiamata a confrontarsi quotidianamente con le vicende umane più comuni e disparate. Il film si conclude con il pretore Lo Russo che va alla stadio a tifare per il figlio, calciatore della Lazio, ma si scontra con Nando Mericoni, tifoso della Roma e arrabbiato per la sentenza di condanna inflittagli dal pretore, per cui inizia un alterco e i due sono portati via dalle guardie, per finire a loro volta in pretura.

## Episodi
- Il ladro di gatti: un povero anziano viene citato in giudizio da un oste con l'accusa di aver mangiato un suo gatto e successivamente condannato.
- I coniugi Ponticelli: Alfio Ponticelli (Paolo Carletti), un rigido commerciante di apparecchiature elettriche, è accusato dalla bella moglie Elena Baronti (Tania Weber), di abbandono del tetto coniugale. A sua volta, il signor Alfio giustifica il suo gesto accusando la donna d'infedeltà e dà prova di ciò attraverso registrazioni audio e video realizzate, nascostamente, durante la sua assenza e scoprendo alla fine che l'amante della moglie è il suo avvocato, presente in aula.
- Don Michele, Anna e il biliardo: don Michele (Walter Chiari) è un coscienzioso prete bresciano, in visita a Roma con il suo gruppo di ragazzi, che viene accusato di aver provocato una rissa all'interno di una sala da biliardo. L'uomo, ammettendo le colpe, chiede espressamente alla Corte di essere condannato, ma improvvisamente entra in aula la bella Anna (Sophia Loren), una prostituta-ladra, che sostiene che il prete non è in realtà colpevole poiché tutto è avvenuto per causa sua. Chiarite le circostanze e nonostante le sue lodevoli intenzioni, don Michele viene condannato a 3 mesi di reclusione.
- Ferdinando Nando Mericoni, l'Americano: Ferdinando Mericoni (Alberto Sordi), detto l'Americano per il suo abbigliamento, per la finta parlata yankee e per la sua smania di trasferirsi ner Kansas City, è un giovanotto di borgata accusato di oltraggio al pudore. Proprio affidandosi alla mania per il "Kansas City" dove, a suo dire, tutti possono fare il bagno nudi, Ferdinando fa il bagno nudo in una "marrana", fingendosi Tarzan di fronte ad un pubblico di ragazzotti, i quali fuggono all'arrivo del solito vigile. Questi vede il solo Ferdinando in acqua e gli nasconde i vestiti ma, poco dopo, mentre l'ignaro Ferdinando continua la sua imitazione di Tarzan, viene chiamato da un collega che lo avvisa che la moglie ha partorito e quindi, dimentico di Ferdinando e dei suoi vestiti, se ne va via di corsa. Ferdinando, non ritrovando più i suoi vestiti, vaga nudo fino a che trova una villa dove cerca la possibilità di vestirsi, ma qui viene scoperto dal proprietario della villa e subito denunciato. Nonostante le sue proteste, che fanno perdere la pazienza alla Corte, Ferdinando (che promette di vendicarsi e l'occasione gli capiterà incontrando il pretore allo stadio durante un derby Roma-Lazio) viene condannato a 3 mesi di carcere [2].
- Gloriana: Luisa Ceccarelli (Silvana Pampanini) è una ex vedette di varietà, caduta in disgrazia, invecchiata e divenuta un'alcolizzata, accusata di adescamento ed ubriachezza molesta. Luisa era famosissima ai tempi della Grande Guerra col nome d'arte di Gloriana quando, giovane e bellissima, si esibiva in spettacoli di varietà per le truppe inviate al fronte. Proprio in occasione di una di quelle esibizioni, Gloriana incontra il pretore Lo Russo, allora giovane tenente, e gli consente di uscire a testa alta da una situazione che poteva ridicolizzarlo agli occhi dei superiori. Al ricordo di quell'incontro e di quella figura un tempo tanto ammirata e desiderata, il pretore, contro ogni previsione e consiglio dei colleghi della Corte, decide di assolvere la donna dalle accuse.

Tra un episodio e l'altro assistiamo alle vicissitudini di Leopoldo (Leopoldo Trieste), figlio bigotto di un ex deputato democristiano, accusato di essere stato sorpreso di notte a Villa Borghese in atteggiamenti equivoci, mentre si trovava in auto insieme alla fidanzata Teresa (Armenia Balducci). La ragazza si innamora a prima vista, ricambiata, del giovane avvocato difensore, fino al punto di fuggire con lui dopo essere stata assolta.

## Accoglienza
Il Centro Cinematografico Cattolico bollò il film come "sconsigliabile". L'organo di controllo giudicò infatti che il film mettesse in ridicolo la giustizia e le associazioni cattoliche e che fosse troppo equivoco sia nell'episodio del sacerdote sia in tante altre battute dal possibile doppio senso. Il film ebbe un enorme successo di pubblico ed il personaggio di Ferdinando Mericoni, l'Americano, riscosse un tale consenso da essere successivamente riproposto e sviluppato in Un americano a Roma del 1954, di cui è assoluto protagonista, e nel 4º episodio di Di che segno sei? del 1975.